# 慶大醫院站
慶大醫院站（：／ Gyeongdae-byeongwon yeok */?）是大邱地鐵2號線沿線的一座地下車站，位於韓國大邱廣域市中區三德洞2街，韓語副站名為「Mir牙科醫院」（미르치과병원）。

## 車站結構
站體為1面2線島式月台的地下車站，候車月台設有月台幕門，並有4處出口。

### 月台配置
| 半月堂 ↑   |
| 下 上 \|   |
| ↓ 大邱銀行 |

| 月台 | 路線               | 目的地                 |
| ---- | ------------------ | ---------------------- |
| 上行 | ●大邱都市鐵道2號線 | 半月堂、龍山、汶陽方向 |
| 下行 | ●大邱都市鐵道2號線 | 泛魚、沙月、嶺南大方向 |

## 历史
- 2005年10月18日：开通使用。

## 車站周邊
- 慶北大學附設醫院
- 慶北大學附設牙科醫院
- 慶北大學醫學院及牙醫學院、生命醫學研究所
- 中區廳
- 壽城橋
- 噹噹炸雞主題樂園
- 慶北師範大學附設初等・中・高等學校
- 大邱三德初等學校
- 勤勞福祉公團大邱地域本部
- 大邱銀行三德分行
- 大邱銀行峰山分行
- 韓國銀行大邱・慶北總行
- 國民銀行大峰洞分行

## 相鄰車站
大邱都市鐵道公社
●大邱都市鐵道2號線
半月堂（230）－慶大醫院（231）－大邱銀行（232）